# Tropical Space
Das Büro Tropical Space mit Sitz in Ho-Chi-Minh-Stadt wurde 2011 von der Architektin Tran Thi Ngu Ngon und vom Architekten Nguyen Hai Long gegründet. Die Projekte werden auf Grundlage der vietnamesischen Kultur und des vietnamesischen Klimas entwickelt und unter der Anwendung umweltfreundlicher Baupraktiken und der Verwendung nachhaltiger Materialien umgesetzt.

## Schaffen
Tropical Space wurde 2011 von einem Architektenpaar gegründet: Leitender Architekt ist Nguyen Hai Long, geboren am 14. Februar 1977. Er machte seinen Master-Abschluss an der Ho Chi Minh City University of Architecture. Direktorin des Büros ist Tran Thi Ngu Ngon, geboren am 27. Juni 1979. Sie hat einen Bachelor-Abschluss in Architektur von der Ho Chi Minh City University of Architecture. Zu Anfang der Selbständigkeit teilte sich das Paar einen kleinen Raum mit einem befreundeten Architekten. Schließlich kauften sie eine Wohnung in Ho-Chi-Minh-Stadt, die ihnen sowohl als Wohnung als auch als Büro dient. Das Paar hat zwei Kinder.
Ihre Liebe zum Material Ziegel entdeckten sie bald nach der Gründung des Unternehmens. Die Erfahrungen aus kleinen Anwendungsbeispielen führte zu ihrem ersten reinen Backsteinprojekt, dem Termitary House. Die von ihnen entwickelte Architektur ist dem tropischen Klima ohne Einsatz von haustechnischen Geräten angepasst. Sie schaffen natürliche Belüftungslösungen und verwenden wirtschaftliche und haltbare Materialien.

### Termitary House
Beim Entwurf und der Entwicklung des Klimakonzepts für das Wohnhaus orientierten sich die Architekten an Termitenhügeln. Termiten errichten mit Erde und ihren Speichel langlebige, an das Klima angepasste Bauten. Veränderungen der Windgeschwindigkeit, der Windrichtung und hohe Temperaturschwankungen werden aufgefangen. Das Termitary House in Đà Nẵng ist den extremen Wetterunterschieden zwischen der Trocken- und der Regenzeit ausgesetzt und muss Tropenstürmen widerstehen.
Die Fassade ist mehrschichtig. Eine zweischalige Ziegelkonstruktion mit äußerem Lochmuster dient an den Längsseiten des Hauses als Temperaturpuffer und Belüftung. An beiden Giebelfassaden liegt hinter der Außenschale mit dem Ziegel-Lochmuster eine Innenschale aus Glas. Bei Tropenstürmen hält die Innenschale Wind und Regen ab. Die zweischalige Konstruktion mindert weiter den durch die Winde entstehenden Druckunterschied am Gebäude. Bei heißen Temperaturen wird die Wärme im oben offenen Zwischenraum durch den Kamineffekt abgeleitet. Tagsüber gelangt natürliches Licht in das Haus und es entstehen Schattenmuster. Schmale Fenster und Oberlichter sorgen für Helligkeit und können zum Lüften geöffnet werden. Das Dach ist als Gründach konstruiert und bildet damit einen weiteren Temperaturpuffer.
Treppen, Lagerräume und Toiletten an der Ost- sowie der Westseite des Gebäudes verhindern die direkte Sonneneinstrahlung. In der Mitte des Hauses liegen der Wohnbereich und ein Essplatz, an der einen Stirnseite befindet sich der nach innen versetzte Eingang des Gebäudes und gegenüber an der anderen Stirnseite des Gebäudes ein Schlafraum. Im Zwischengeschoss wurde ein weiteres Schlafzimmer, ein Altarraum sowie ein Arbeitsraum mit kleiner Bibliothek angeordnet.
Nach Einbruch der Dunkelheit erhellt das elektrische Licht innen die Fassaden, das Haus wirkt wie eine Laterne. Die schlicht gestalteten Möbel des Hauses wurden aus zweit-verwendetem Holz gefertigt.

### WASP House und LT House
Das Büro möchte erschwingliche Häuser mit guter Gestaltung für die Mittelschicht in Vietnam schaffen. Das „Wespenhaus“ liegt im chinesisch-vietnamesischen Viertel im Bezirk Binh Tan in Ho-Chi-Minh-Stadt. Es hat eine Grundfläche von 3,5 m auf 7 m und ist seitlich an weitere Häuser angebaut. Es wurde für zwei Geschwister errichtet, denen jeweils ein Stockwerk zugeordnet ist. Eine begrünte Treppe durchzieht das Haus und ist eine Zone zum Lesen von Büchern oder einfach zum Sitzen und Entspannen. Licht wird vom Dach über Öffnungen vor der Ziegeltrennwand zum Nachbargrundstück in die Geschosse geleitet. Das Metallgitter der Grundstückseinfriedung wird mit Weinreben bepflanzt, die an der Fassade des Hauses wachsen und Staub fernhalten sollen.
Bei dem Entwurf für das LT House auf einem kleinen Grundstück in einem Neubauviertel hat der Eigentümer Eigenleistungen eingebracht. Er kaufte das Material und baute die minimalistisch gestalteten Möbel. Die Wirkung von Vorgarten und Hinterhof beruhen auf dem Zusammenspiel von der Natur mit den Ziegelfassaden. Das Erdgeschoss ist multifunktional genutzt, die zwei kleine Schlafzimmer, Küche und Essplatz liegen darüber. Auch bei diesem Projekt wurde die Ziegelarchitektur als Klimapuffer eingesetzt.

### Terracotta Studio
Der Bau liegt am Fluss Thu Bon im Landkreis Điện Bàn in der Provinz Quảng Nam. Die Mehrheit der Bevölkerung lebt dort von der Landwirtschaft. Zum traditionellen Handwerk gehört die Herstellung von Terrakotta oder Seide und die Bearbeitung von Schilf. Das Bauprojekt besteht aus einem würfelförmigen Gebäude mit einer Seitenlänge von 7 m im Quadrat, dass ein Atelier für die Fertigung von Terrakotten enthält.
Die Hülle des Ateliers besteht aus Tonziegeln. Sie sollen an den traditionellen vietnamesischen Brennofen der Champa-Kultur erinnern, da der Bauplatz zu Trà Kiệu gehörte, der Hauptstadt des Cham-Königreichs vom 4. bis 7. Jahrhundert. Die Ziegel wurden so gefügt, dass ein Lochmuster im Mauerwerk entstand. Die Öffnungen unterstützen die natürliche Belüftung durch den Wind. Hinter der Ziegelfassade liegt eine Struktur aus einem dreistöckigen Holzrahmensystem, in das 60 cm große Module mit Regalen für die Ausstellung der Werke eingepasst wurden. Hier gibt es neben den Erschließungstreppen auch Flure und Sitzbänke. Von dort kann man sowohl die Werkstatt im Erdgeschoss als auch die Landschaft mit dem Flussufer sehen. Die erhöhte Lage der Regalstruktur schützt die dort präsentierten Objekte auch bei Überschwemmungen.

### Chicken Case
Dies Projekt wurde für ein älteres Ehepaar entworfen, das aufs Land ziehen und im Garten einige Hühner halten wollte. Die Hühner wurden nicht in Einzelkäfigen untergebracht, sondern erhielten eine ideenreich aus einfachen Metallelementen gestaltete Voliere mit viel Platz. Das Treiben der Hühner kann beobachtet werden, vermittelt Ruhe und Inspiration.

### Premier Office
Hier handelt es sich um ein Bürogebäude in einer ruhigen Büro-Straße in Ho-Chi-Minh-Stadt. Das Entwurfskonzept sah vor, die natürliche Beleuchtung zu maximieren, ohne die negativen Auswirkungen des direkten Sonnenlichts in Kauf nehmen zu müssen. Entwickelt wurde ein Tür- und Fenstersystem mit Ziegelblenden, dass bei schönem Wetter geöffnet werden kann. Ein in der Mitte des Gebäudes verlaufender, vertikaler Schacht fördert die natürliche Belichtung und Belüftung.

### Nhà Bè House
Das Haus wurde für vier Frauen im mittleren Alter und ihre Mutter entworfen. Sie möchten gemeinsam in einem Haus leben und sich um ihre Mutter zu kümmern. Das Gebäude liegt in einem niedrigen, dichten Wohnviertel im Stadtrandgebiet. Die Siedlung wird von einer Palmenpflanzung an einem Fluss durchquert. Daher ist das Mikroklima hier zufriedenstellend, besonders an heißen Sommertagen. Der Wind nimmt die Feuchtigkeit des Grünstreifens auf und verteilt es im Wohngebiet. Die Außenumgebung ist so relativ kühl.
Das Haus ist von zwei Seiten entworfen: von innen und von außen. Die externe Lochfassade aus Ziegeln ermöglicht Ausblicke nach draußen aber auch Individualität im Inneren und Schutz vor der harten Sonneneinstrahlung. Die außen liegenden, überdeckten Zonen bieten Schatten, lassen Luftbewegungen zu und ermöglichen, den tropischen Regen zu genießen, ohne nass zu werden. Im Inneren liegt ein quadratischer Korridor um eine zentrale, mit Pflanzen versehene Öffnung. Hier befindet sich auch das Treppenhaus, das als Kommunikationszone dient. Im Obergeschoss liegen vier gleichwertige Wohnräume mit Bädern. Im Erdgeschoss gibt es einen großen Esstisch, an dem normalerweise die täglichen Gespräche stattfinden. Der offenen Raum verbindet sich mit den Wohn-, Lese- und Kochräumen und dem offenen Schlafzimmer der Mutter. Alle Innenräume sind zu den Außen- und Innengärten hin offen.

## Projekte
- 2014 Termitary House – Nhà Tổ Mối[9][10][11]
- 2015 Wasp House
- 2015 NDC House[12][13]
- 2016 Terra Cotta Studio – Đất nung Studio[14][15][16]
- 2016 LT House – Nhà ở Long Thành[17]
- 2017 Long An House[18]
- 2017 Chicken Case[19]
- 2019 Cuckoo Coffee House[20]
- 2020 Tam Dao Villa[21]
- 2020 Happy Box[22]
- 2022 Premier Office[23]
- 2022 Nhà Bè House

## Auszeichnungen (Auswahl)
- Fritz-Höger-Preis für Backstein-Architektur 2017, Gold für Termitary House[3]
- ARCASIA Award for Architecture 2018, Sustainability, Gold Prize für Terra Cotta Studio[24]
- ARCASIA Award for Architecture 2018, Single Family Residential Projects, Honorable Mention für LT House[24]
- ARCASIA Award for Architecture 2019, AAA19, Single Residential Category, Gold Prize für Long An House[24]
- A+ Award 2019, Showroom Category, People Choice Winner für Organicare Showroom[24]
- Spotlight Award 2022, verliehen von der Rice Design Alliance, Houston[24]